# Marie-Hélène Ferrari
 (mai 2021).
Si vous disposez d'ouvrages ou d'articles de référence ou si vous connaissez des sites web de qualité traitant du thème abordé ici, merci de compléter l'article en donnant les références utiles à sa vérifiabilité et en les liant à la section « Notes et références ».
Pour les articles homonymes, voir Ferrari.
Marie-Hélène Ferrari, née le 14 mars 1960 en Lorraine (France), est une écrivaine française. Elle vit à Bonifacio, en Corse-du-Sud.

## Œuvres
Au Manuscrit
- Mélusine 2005
- Pandora 2005
- Cruauté ordinaire 2005

Aux éditions Clementine
Série Pierucci
- Le destin ne s'en mêle pas
- Comme une absence de Lumière
- Le tueur de douleur
- L'Enfant
- Le trou dans le vent
- Le diable est un ange comme les autres
- la persévérance du jardinier
- le chemin lent et sinueux des larmes d'Annah
- la valse folle des morts et des vivants
- L'obscure patience de la cellule
- la promenade gastronomique de Pierucci, recettes

Série Garofaro
- Mensonges[1]
- Une créature si bestiale et qui me veut[2]

Série Giovanali
- Les enfants de Montecassino[3]
- La honte en héritage

Thrillers
- Snipper's blues
- Comment j'ai tué le vieux
- l'Ogre

Les Enquêtes corses, Pancrazi della Storia
- Le tarasco mortel
- Elections fatales
- Chasse tragique

Romans
- l'encens des foules asservies
- un goût amer et sucré comme le silence
- Philosophie amoureuse d'une carpe empaillée
- Boire les nuages dans une tasse de porcelaine
- Au jour le jour

Anticipation
- Chroniques des dômes
- Chroniques de l'ère du serpent

Poésie
- Magnificatavec Claude Magni, Photographe
- Gloriaavec Claude Magni, Photographe
- Corsica, libera nos avec Olivier Rochette photographe

Avec François Balestriere photographe
- Une fenêtre sur la Corse
- Ombre et lumières
- Corsica sick in coelo
- Bonifacio sanctificateur
- la Corse snctificetur
- la Corse vue des cieux
- Bonifacio
- Corse

En tant qu'éditrice et illustratrice
- Mémorial suivi de Carnet d'attente avec Jacques Renucci
- Incontru avec Jacques Fusina

Cuisine
- La promenade gastronomique de Pierucci
- Corse, tradition et saveurs avec Jean-Marc Alfonsi et François Balestriere

Enfants, illustration et scénario
- Comment s'appelle-t-il ? quel est son cri ?

Divers
- La rage Piccule fiction, recueil collectif
- Le guide de Bonifacio

En Italie
Aux éditions Lantana Editore
- Il destino non c'entra. Le inchieste del commissario Pierucci